# Tretoscopa polycentra
Tretoscopa polycentra är en fjärilsart som beskrevs av Edward Meyrick 1916. Tretoscopa polycentra ingår i släktet Tretoscopa och familjen säckspinnare. Inga underarter finns listade i Catalogue of Life.